# محمد لطیف
محمد لطیف (به انگلیسی: Mohamed Latif)؛ ۲۲ اکتبر ۱۹۰۹ - ۱۷ مارس ۱۹۹۰) یک بازیکن فوتبال اهل مصر بود.

## تیم ملی
وی عضو تیم ملی فوتبال مصر در جام جهانی فوتبال ۱۹۳۴ بوده است.